# Algemeen Ziekenhuis Sint-Blasius
Het AZ Sint-Blasius is een algemeen, katholiek ziekenhuis in Dendermonde. Sinds 1998 heeft het ook een campus in Zele.

## Geschiedenis
Boudewijn, graaf van Vlaanderen, die omtrent 1171 teruggekeerd was van de kruistochten, deed een oproep om gekwetste krijgslieden op te vangen en te onderhouden. Te Dendermonde gaf Machteld I, vrouwe van Dendermonde en echtgenote van Willem II van Bethune, gehoor aan deze oproep. In of omtrent 1202 liet ze een gasthuis bouwen dat aan Sint-Blasius werd toegewijd. Het werd gebouwd binnen de stadsmuren dicht bij de toenmalige Steenpoort.
Aanvankelijk stonden lekenzusters en een broeder in voor de werking van het gasthuis. Rond 1573-1574 nam deze kleine lekengemeenschap de geloofsregel van Sint-Augustinus aan. In 1603 werd deze gemeenschap vervolgens omgevormd tot kloostergemeenschap en werd het hospitaal uitgebreid met kloostergebouwen.
In 1758 en 1827 werd het complex aanzienlijk vergroot. In de loop van de 19e eeuw groeide het gasthuis uit tot volwaardig ziekenhuis. Er kwam een aparte ruimte voor mensen met besmettelijke ziektes, een "oud mannekeshuis" of "Hospice des Vieillards" en in 1896 een lazaret (voor melaatsen). In 1907-1908 werden de gebouwen aangepast met een vernieuwde ingang, kloostercellen op de bovenverdieping, een nieuwe kapel en een nieuwe apotheek met kelders. In de tuin werd een serre gebouwd. In 1914 ging bijna het volledige complex in vlammen op toen de Duitse bezetter Dendermonde in brand stak. In 1924 werd in het herbouwde ziekenhuis een kraamafdeling ingericht.

## Reorganisaties
Oorspronkelijk viel het Sint-Blasiusgasthuis onder het stadsbestuur. Na de Franse Revolutie viel het onder de bevoegdheid van het Bestuur der Burgerlijke Godshuizen, de voorloper van het OCMW. Zij werden eigenaar van de gebouwen. De eigenlijke werking van het gasthuis werd uitbesteed aan de zusters Sint-Augustinus die er ook verbleven.
In 1972 werd er beslist om de drie ziekenhuizen die toen in Dendermonde bestonden samen te voegen. In 1976 fusioneerden het Sint-Blasiusziekenhuis en de Sint-Christianakliniek tot het Algemeen Ziekenhuis O.L.Vrouw Van Troost.
O.L.Vrouw Van Troost en het OCMW-ziekenhuis gingen een samenwerkingsverband aan waarbij een nieuw ziekenhuiscomplex werd gebouwd aan de Kroonveldlaan. Deze gebouwen werden in 1993 in gebruik genomen onder de naam AZ Sint-Blasius. De uitbating van die ziekenhuis is sinds december 1996 volledig in handen van de vzw O.L.Vrouw Van Troost.

## Zele
In 1998 werden te Zele het Dagziekenhuis, de Polikliniek en het OCMW-ziekenhuis overgenomen en geïntegreerd in het AZ Sint-Blasius als Campus Zele.